# Clutch Cargo
Clutch Cargo es una serie animada para la televisión que fue transmitida por primera vez el 9 de marzo de 1959 y producida por Cambria Productions.
La historia se centra en la vida de Clutch Cargo, cuya voz es facilitada por el narrador de radio Richard Cotting, aviador, escritor cuyas aventuras le llevan a peligrosas misiones alrededor del mundo, acompañado de un niño de nombre "Pecas" y de un perro Dachshund de nombre "Salchicha".

## Técnicas utilizadas
Uno de los elementos que más llamó la atención de esta serie fueron las técnicas de animación que se utilizaron para disminuir su costo de producción lo máximo posible; no obstante, esto no impidió que se utilizaran algunas técnicas novedosas para la época, como la "Syncro-vox", inventada y patentada por Edwin Gillette.
Esta forma de animación poseía varias características, una de las cuales le dio fama a la serie notoriamente: figuras fijas con labios de actores reales que se mueven en un orificio destinado para tal fin.
De igual manera, se  agregaba humo verdadero sobre los dibujos cuando lo ameritaba la historia, se utilizaban las mismas escenas una y otra vez durante el mismo episodio, o bien, se hacían movimientos de cámara sobre las imágenes fijas, siendo  parte de las principales características de esta técnica que permitieron mantener los costos bajos.

## DVD de la serie
El 22 de marzo, del 2005, la empresa BCI Eclipse entregó la serie entera en una edición de 6 DVD en 2 volúmenes; cada volumen contiene 26 capítulos de 5 minutos y extras que incluyen un episodio especial de Cambria Studios' 2 series de Syncro-Vox Ángel del Espacio y Capitán Fathom.

## Lista de episodios
1. The Friendly Head Hunters
2. The Arctic Bird Giant
3. The Desert Queen
4. The Pearl Pirates
5. The Vanishing Gold
6. The Race Car Mystery
7. The Rocket Riot
8. Mystery in the Northwoods
9. Twaddle in Africa
10. The Lost Plateau
11. The Ghost Ship
12. The Rustlers
13. The Missing Train
14. The Devil Bird
15. Pipeline to Danger
16. Mister Abominable
17. Operation Moon Beam
18. Air Race
19. The Haunted Castle
20. The Elephant-Nappers
21. Dragon Fly
22. Sky Circus
23. The Midget Submarine
24. Cliff Dwellers
25. Jungle Train
26. Space Station
27. The Swamp Swindlers
28. The Dinky Incas
29. Kangaroo Express
30. The Shipwreckers
31. The Ivory Counterfeiters
32. Dynamite Fury
33. Alaskan Pilot
34. Swiss Mystery
35. Pirate Isle
36. Crop Dusters
37. The Smog Smuggler
38. Global Test Flight
39. Dead End Gulch
40. The Missing Mermaid
41. Flying Bus
42. Road Race
43. Feather Fuddle
44. Water Wizards
45. The Terrible Tiger
46. The Circus
47. Bush Pilots
48. Cheddar Cheaters
49. The Blunderbird
50. The Case of Ripcord Van Winkle
51. Fortune Cookie Caper
52. Big "X"